# Yandruwandha
Les Yandruwandha, également connus sous le nom de Jandruwanta, sont un peuple aborigène australien vivant dans la région des lacs d'Australie-Méridionale, au sud de Cooper Creek et à l'ouest du peuple Wangkumara (en).

## Langue
Yandruwandha est aussi un terme générique désignant un certain nombre de dialectes : Yawarrawarrka, Nhirppi, Matja, Parlpamardramardra, Ngananhina, Ngapardajdhirri et Ngurawola. Il appartient au groupe Karna des langues karniques (Karnic languages (en). La version la plus connue est celle enregistrée par Gavan Breen (en) auprès d'informateurs d'Innamincka.

## Territoire
Le territoire des Yandruwandha s'étend sur environ 28 000 km2) d'Innamincka à Carraweena. Cette zone comprend également Strzelecki Creek (en).
Les Yandruwandha Yawarrawarrka ont déposé une requête pour faire reconnaître leurs droits fonciers en 1988. En 2015, leur titre natif a été déterminé par une Cour fédérale sur quelque 40 000 kilomètres carrés de l'arrière-pays, couvrant les baux pastoraux et contenant Coongie Lakes National Park, la réserve régionale d' Innamincka et la réserve régionale de Strzelecki.

## Histoire
Les Yandruwandha ont joué un rôle important lors de l'expédition de Burke et Wills. Alors que Burke et Wills meurent, John King, survit grâce à l'aide du peuple Yandruwandha avec qui il vit pendant deux mois et demi,. Il est retrouvé par Edwin Welch (en), un arpenteur avec Alfred William Howitt et est secouru en septembre par Alfred William Howitt et son frère Charlton Howitt.
De nombreux habitants de Yandruwandha ont été victimes de la pandémie de grippe de 1919.